# みしまコロッケ

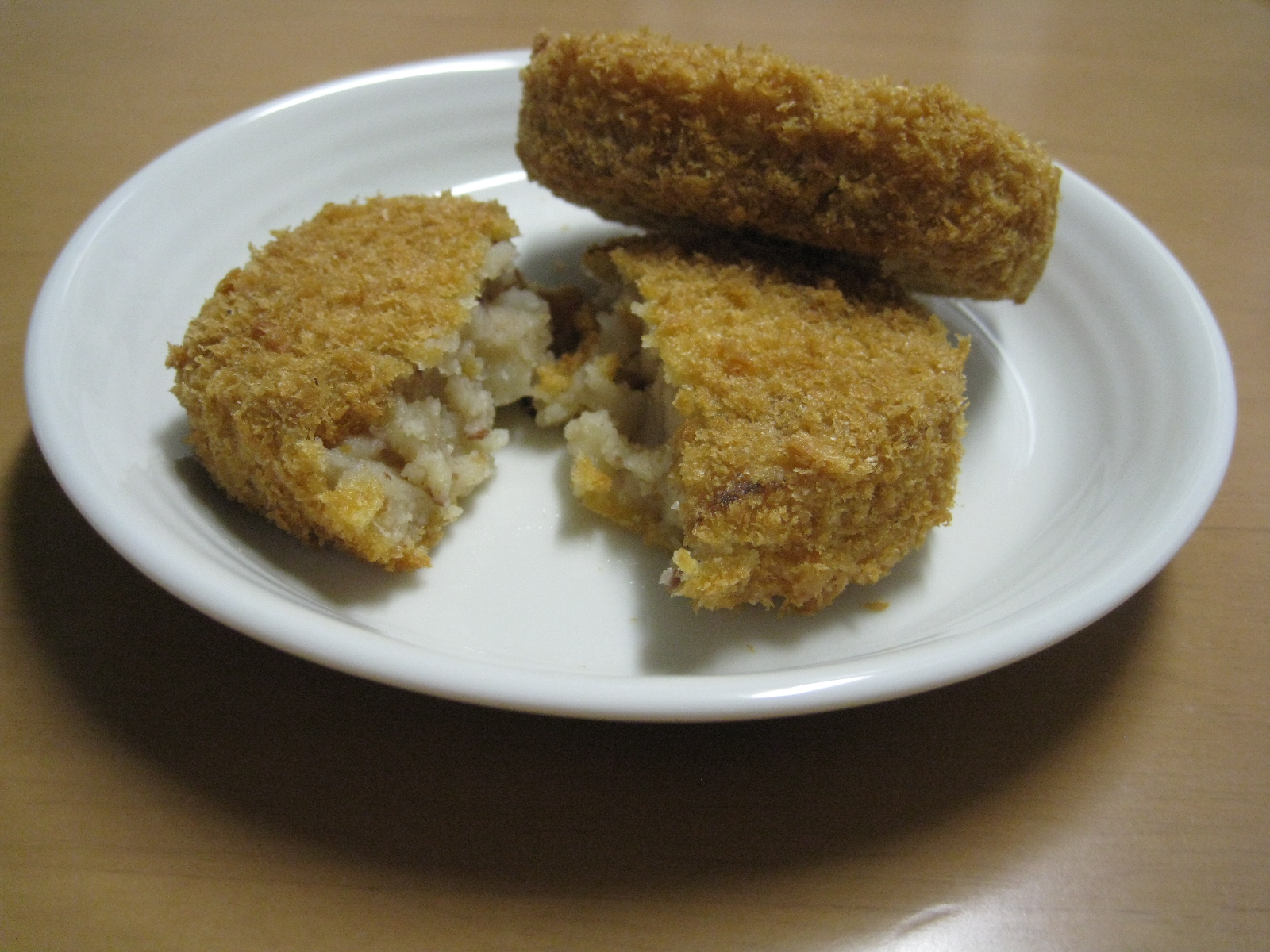
みしまコロッケの例

みしまコロッケは静岡県三島市のご当地グルメ。三島市特産のジャガイモである三島馬鈴薯を使用したコロッケである。

## 概要
みしまコロッケは、三島市の特産品である三島馬鈴薯を用いて作られた6次化商品である。
みしまコロッケに利用される三島馬鈴薯は品質条件をクリアできなかったいわゆる「B品」であるが、単価が1キログラムあたり133円（2017年時点）と通常の2倍の価格で取引されるため、生産者の収益底上げ、所得向上に大きく貢献している。
2009年、2010年のB-1グランプリにおいて2大会連続入賞を果たしたことで、みしまコロッケは日本全国に名を知られるようになった。2014年にはテレビドラマ『ごめんね青春!』（TBS系列）で紹介されると共にテレビドラマとのタイアップでローソンからみしまコロッケパンが販売されたことも知名度向上に役立った。
2018年7月1日時点では、みしまコロッケを販売する店舗は三島市内の108店舗を含めて、日本全国で1241店舗ある。
姉妹品として三島甘藷（サツマイモ）を使用した甘藷みしまコロッケ、三島市産のサトイモを使用した里芋みしまコロッケがある。

## 定義
以下の定義が定められている。
- 三島馬鈴薯（メークイン）を100パーセント使用し、その仕入先が確認されていること。

コロッケの中に入れる具材やコロッケの形状、レシピは各店舗の自由にできる。

## 開発の経緯
三島市の箱根山西側の丘陵地は関東ローム層からなる肥沃な土壌で古くから良質な農産物を産してきた。標高50メートル以上で栽培される多種多様な野菜は箱根西麓三島野菜と名付けられ、2012年には商標登録も行われてブランド化されている。
三島馬鈴薯を生産している若手農業者から「そのまま売るには形が悪かったり、小さすぎたりする規格外品（B品）となった馬鈴薯を何とかできないか」という発言があり、三島市では従来から市役所、農協、商工会議所、観光協会などの組織間の関係性が強かったこともあって、各組織から人が集まって打開策の検討が行われた。
「まち歩きをしながら、手軽に食べることができるもの」としてコロッケが選択され、2008年7月にみしまコロッケが誕生することとなる。
みしまコロッケの誕生を契機に、農協では三島馬鈴薯自体をPRするため、2011年12月に「三島馬鈴薯」の地域団体商標を取得、2017年1月には三島商工会議所が「みしまコロッケ」の地域団体商を取得している。

## みしまコロッケの会
みしまコロッケの会は「市民、商店主、生産者や関係団体、三島市が三島馬鈴薯を使用した『みしまコロッケ』でまちおこしを行い、多くの人に『みしまコロッケ』を食べてもらうこと」を目的に、2008年7月に三島市民、商店、市役所、農協、商工会議所、観光協会などを会員として設立された団体。
みしまコロッケの会ではみしまコロッケを販売する認定店の認定、PR活動、認定グッズの提供を行っている。
三島市商工観光課では、みしまコロッケの会の事務局を務めており、認定店の管理や支援、ガスフライヤーやイベント時などのかぶり物の貸出、イベントやメディアからの取材依頼や問合せなどに対応している。認定店の管理作業は、認定店への三島馬鈴薯の発注書の配布や認定店の仕入先の把握といったものであり、ブランド保護につながる取組みの1つである。また、農協側からも、発注書の配布をみしまコロッケの会が行うので作業負担が軽減されている。

## 取り組み
みしまコロッケの認知度向上のために様々な取り組みが行われており、以下に例示する。
イメージソング
2009年にみしまコロッケのイメージソング「みしまコロッケンロール!」を発表。
日本一大きいコロッケづくり
2010年に直径約2.5メートル、約2000人分となる巨大コロッケづくりを行った。
テレビドラマとのタイアップ
2014年放映のテレビドラマ『ごめんね青春!』は三島市でロケが行われており、劇中にもみしまコロッケが登場する。
出演者やスタッフへのみしまコロッケの差し入れが行われた。
ドラマとタイアップしたみしまコロッケパンがローソンで全国販売された。
その後、巡礼で三島市を訪れたファンが、みしまコロッケを片手にロケ地めぐりをすることになる。
ギネス世界記録
2018年に日本大学三島高等学校にて「同時に食べさせ合いをした最多ペア数」のギネス世界記録への挑戦が行われ、1980組3960人で世界記録を達成した。